# Banderas e insignias del Imperio bizantino
Durante la mayor parte de su historia, el Imperio romano de Oriente (bizantino) no conoció ni utilizó la heráldica en el sentido europeo occidental de motivos permanentes transmitidos a través del derecho hereditario. Varias grandes familias aristocráticas emplearon ciertos símbolos para identificarse; el uso de la cruz y de los íconos de Cristo, la Theotokos y varios santos también está atestiguado en los sellos de los funcionarios, pero estos eran a menudo emblemas personales más que familiares. Asimismo, varios emblemas (en griego: σημεῖα, romanizado: sēmeia) se utilizaban en ocasiones oficiales y con fines militares, como estandartes o escudos con diversos motivos como la cruz o el crismón. A pesar de la abundancia de símbolos preheráldicos en la sociedad bizantina del siglo x, sólo a través del contacto con los cruzados en el siglo xii (cuando la heráldica se estaba sistematizando en Europa Occidental), y particularmente después de la cuarta cruzada (1202-1204) y el establecimiento de principados francos en suelo bizantino a partir de 1204, los usos heráldicos penetraron en Bizancio. Una heráldica nativa bizantina comenzó a aparecer en los peldaños medios y bajos de las familias aristocráticas en el siglo xiv, coincidiendo con el declive de la autoridad imperial y con la fragmentación del poder político bajo los últimos emperadores paleólogos. Sin embargo, nunca logró la amplitud de adopción o la sistematización de sus análogos occidentales.

## Insignia imperial

### Águila monocéfala

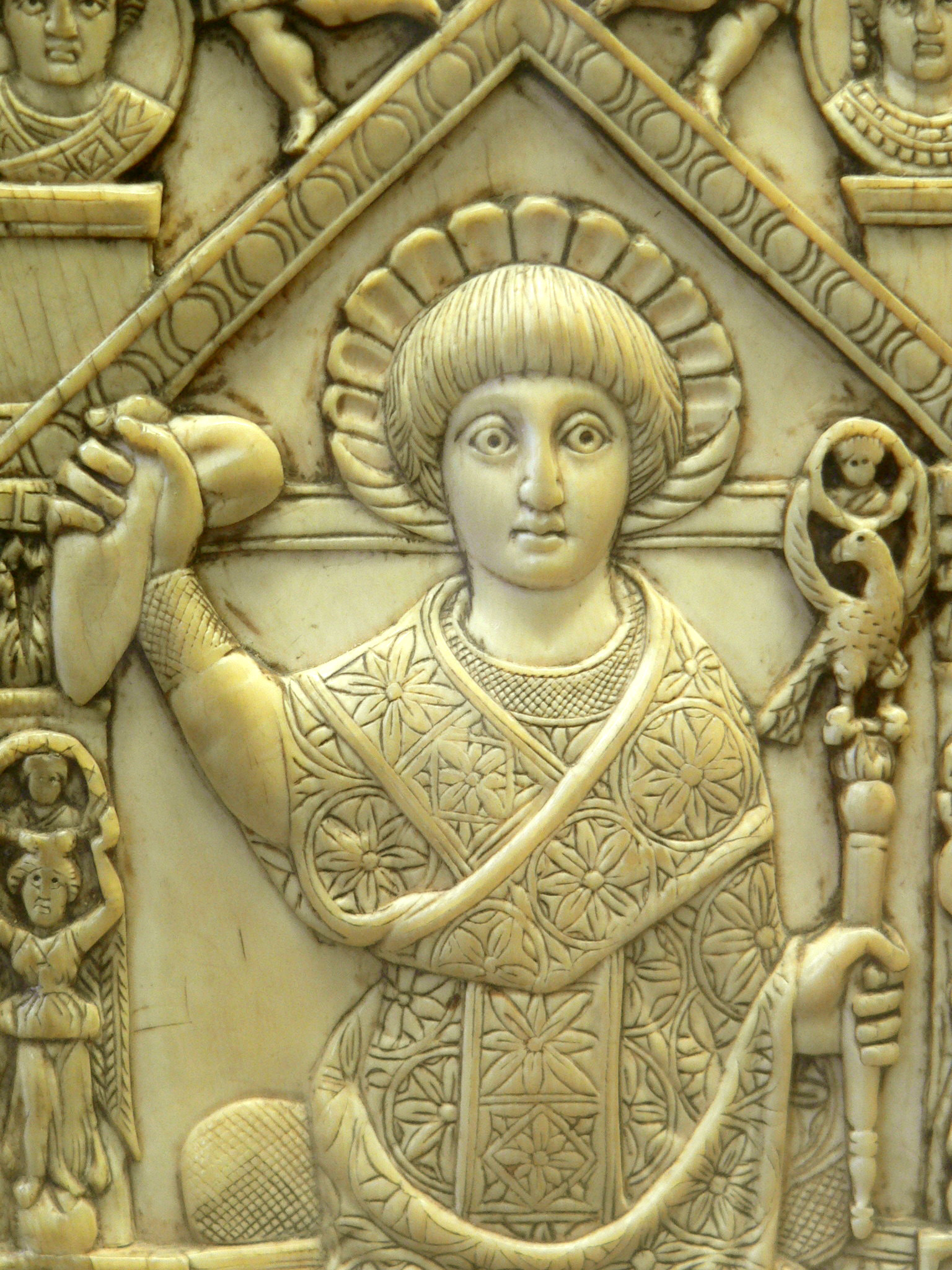
Flavio Anastasio (cónsul 517) con atuendo consular, sosteniendo un cetro con un águila en la punta.

El águila imperial romana de una sola cabeza siguió utilizándose en Bizancio, aunque con mucha menos frecuencia. Así, los "portadores de águilas" (ὀρνιθόβορας), descendientes de los aquilifers de las legiones romanas, todavía están atestiguados en el manual militar del siglo VI conocido como el Strategikon de Maurice, aunque se desconoce si los estandartes que portaban guardaban algún parecido con las aquilae legionarias. Los cetros con puntas de águila eran una característica frecuente de los dípticos consulares, y aparece en monedas hasta el reinado de Filípico (r. 711-713). Sin embargo, continuó utilizándose en bajorrelieves en iglesias y monumentos funerarios hasta bien entrado el siglo XI. En los últimos siglos del Imperio se registra que se cosía en prendas imperiales y se muestra en manuscritos iluminados como decoración de los cojines (suppedia) sobre los que se paraban los emperadores.

### Águila bicéfala
El emblema más asociado con el Imperio bizantino es el águila bicéfala. No es una invención bizantina, sino un motivo tradicional de Anatolia que data de la época de los hititas, y los propios bizantinos solo lo utilizaron en los últimos siglos del Imperio. La fecha de su adopción por los bizantinos ha sido objeto de acalorados debates entre los estudiosos.

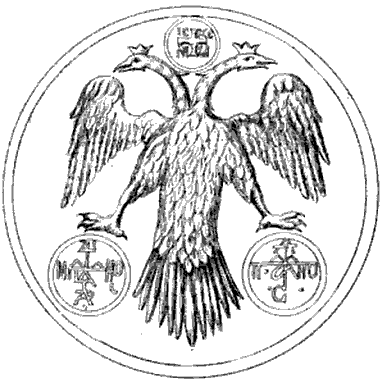
Disposición de Andrónico II Paleólogo, en la denominada "bandera de Andrónico Paleólogo" conservada en el Monasterio de Vatopedi.

En 1861, el erudito griego Georgios Chrysovergis escribió que fue adoptado por los Comnenos en 1048. Aunque no se basaba en ninguna evidencia, esta visión ganó amplia aceptación y circulación. Un examen más cuidadoso de las fuentes primarias por Spyridon Lambros y August Heisenberg demostró que aunque como motivo decorativo el águila bicéfala comienza a aparecer en el arte bizantino durante el siglo X/XI, no está atestiguada de manera segura en conexión con el emperador hasta la crisobula de Andrónico II Paleólogo en 1301, donde se le muestra en un  decorado con el dispositivo. Lambros sugirió que se adoptó de los grabados rupestres hititas, mientras que A. Soloviev argumentó a favor de una adopción tardía alrededor de 1288, como talismán contra los primeros éxitos otomanos en Anatolia, como un gesto simbólico que reafirmaba el dominio bizantino sobre los territorios europeos y asiáticos.
Se ha demostrado que el águila bicéfala proviene de las tradiciones de Asia Central y se extendió al Mediterráneo Oriental con los turcos selyucidas. A fines del siglo XII y durante todo el siglo XIII, el águila bicéfala se utilizó en el norte de Siria y en la Mesopotamia superior: los sultanes artuquíes de Amida la utilizaron como emblema, las monedas de la dinastía zengida la presentaban, y Saladino y el sultán selyúcida Kaikubad I también la utilizaron como motivo decorativo en sus edificios. Este uso disminuyó drásticamente después de la batalla de Köse Dağ en 1243, ya que se abandonaron muchas tradiciones selyúcidas de origen preislámico, incluida la representación de animales. El motivo sigue apareciendo esporádicamente como decoración arquitectónica en el siglo XIV y en algunas monedas otomanas en el siglo XV. Además, el águila bicéfala puede haber estado en uso en el Imperio Latino establecido después de la Cuarta Cruzada: según Roberto de Clari, el primer emperador latino, Balduino de Flandes, usó una capa bordada con águilas para su coronación; sus hijas usaron el mismo dispositivo en sus brazos; y el historiador bizantino Nicetas Coniata informa que los emperadores latinos acuñaron monedas de bronce con un águila bicéfala en ellas.

## Galería

### Banderas imperiales bizantinas
| Banderas | Fecha         | Uso | Descripción                                                                                  |
| -------- | ------------- | --- | -------------------------------------------------------------------------------------------- |
|          | Siglo IV-XIII | Estandarte Imperial púrpura atribuida a Constantino I. El púrpura es el color representativo de los emperadores y el crismón un símbolo cristiano. | Lábaro y Estandarte púrpura, con un crismón dorado en el centro.                             |
|          | Siglo IV-V    | Estandarte rojo, variante del púrpura, el tinte rojo era más fácil y varado de producir que su variante púrpura.                                   | Lábaros y Estandarte rojo, con un crismón dorado en el centro.                               |
|          | Siglo X       | Cruz dorada atribuida al imperio bizantino, basado en el historiador Babuin.                                                                       | Bandera roja con una cruz cuarteada con discos dorados.                                      |
|          | 1259-1453     | Estandarte imperial de los Paleólogo. | En rojo, en la cruz dorada, separada por cuatro B doradas, las dos de la izquierda al revés. |

### Otras banderas y emblemas bizantinos
| Banderas/emblemas | Fecha          | Uso                                                                                                   | Descripción                                                                              |
| ----------------- | -------------- | --- | ---------------------------------------------------------------------------------------- |
|                   | Siglo IV-XIII  | Crismón, empleado desde Constantino I en estándares, escudos y monedas romanas durante varios siglos. | Representación del monograma de Cristo ΧΡ.                                               |
|                   | Siglo VI - VII | Cruz del Calvario, a menudo acuñada en el reverso de las monedas durante la dinastía Heraclia.        | Representación de la cruz de Jesucristo.                                                 |
|                   | 1204-1261      | Banderas de los Gran Comnenos, del Imperio de Trebisonda.                                             | Dragón de alas rojas en un campo de oro.                                                 |
|                   | 1261-1453      | Escudo de armas imperial bajo los Paleólogo.                                                          | Escudo de la dinastía Paleólogo. Águila bicéfala coronada.                               |
|                   | Siglo XIV      | Escudo de armas del Principado de Teodoro.                                                            | Dragón de dos cabezas coronadas.                                                         |
|                   | 1449-1460      | Sello de Demetrio Paleólogo, del Despotado de Morea.                                                  | Sello circular con un águila bicéfala coronada.                                          |
|                   | 1411-1429      | Escudo de armas Carlos I Tocco, del Despotado de Epiro.                                               | Escudo de armas de la dividido entre un águila bicéfala y el escudo de la Familia Tocco. |
|                   | 1494-1518      | Escudo de Guillermo IX Paleólogo, del Marquesado de Montferrato.                                      | -                                                                                        |

### Estandartes de batalla
Las banderas de batalla bizantinas variaban en apariencia, excepto que usaban una gama limitada de colores: blanco, azul y rojo.
| Banderas | Fecha          | Uso                                                                      | Descripción                                                            |
| -------- | -------------- | ------------------------------------------------------------------------ | ---------------------------------------------------------------------- |
|          | Siglo XIII     | Ejemplo de estandarte de batalla bizantino de los Skylitzes Matritensis. | con cruz cuadrada griega y tres banderines puntiagudos.                |
|          | Siglo XII      | Ejemplo de estandarte de batalla bizantino de los Skylitzes Matritensis. | Estandarte de tres puntas.                                             |
|          | Siglos XI-XIII | Ejemplo de estandarte de batalla bizantino de los Skylitzes Matritensis. | -                                                                      |
|          | Siglo XIII     | Ejemplo de estandarte de batalla bizantino de los Skylitzes Matritensis. | -                                                                      |
|          | Siglo XII      | Ejemplo de estandarte de batalla bizantino de los Skylitzes Matritensis. | -                                                                      |
|          | Siglos XI-XIII | Ejemplo de estandarte de batalla bizantino de los Skylitzes Matritensis. | -                                                                      |
|          | Siglo XI       | Ejemplo de estandarte de batalla bizantino de los Skylitzes Matritensis. | Estandarte con cuatro cuadrados blancos o una cruz griega en el medio. |
|          | Siglo XIII     | Ejemplo de estandarte de batalla bizantino de los Skylitzes Matritensis. | Estandarte de tres puntas.                                             |